# نبرد سررو بارون
نبرد سررو بارون (انگلیسی: Battle of Cerro Barón) در ۶ ژوئن ۱۸۳۷ بر روی تپه‌های مجاور شهر والپارایسو در شیلی رخ داد.

## نبرد
این نبردی بود که بین نیروهای وفادار به دولت به رهبری مانوئل بلانکو انکالادا و هنگ شورشی کازادروس د مایپو به فرماندهی سرهنگ آن خوزه آنتونیو ویداوره رخ داد. کازادروسها به تازگی وزیر دیگو پورتالس را به قتل رسانده بودند. ویدوره وقتی متوجه شکست قریب‌الوقوع خود شد از طریق دره وینیا دل مار فرار کرد. او ماه‌ها بعد دستگیر شد و در ملاء عام توسط دادگاه نظامی اعدام شد.